# Urban Cookie Collective
Urban Cookie Collective est un groupe britannique de techno et de house principalement connu pour leur single The Key The Secret, réalisé en 1993.

## Discographie

### Singles
- The Key The Secret - 1993 - #2 UK; #15 US Dance/Club play ;
- Feels like Heaven - 1993 - #5 UK; #12 Germany ;
- Sail Away - 1994 - #18 UK; #25 Germany ;
- High on a Happy Vibe - 1994 - #31 UK ;
- Bring it on Home - 1994 - #56 UK ;
- Spend the Day - 1995 - #59 UK ;
- Rest of my Love - 1995 - #67 UK ;
- So Beautiful - 1995 - #68 UK ;
- Ain’t it a Shame - 1995 (featuring Rachel McFarlane, du groupe N-Trance) ;
- The Key The Secret (remix) - 1996 - #52 UK ;
- The Key The Secret (second remix) - 2005 - #31 UK.

### Album
- High on a Happy Vibe - 1994 - #28 UK ;
- Tales From The Magic Fountain - 1995 ;
- Cookie Monster - 2007.